# 磯田和一
磯田 和一（いそだ かずいち、1942年9月16日 - 2014年8月4日）は、大阪府出身のイラストレーター・漫画家・絵本作家・エッセイスト。別ペンネームは叶 和一。
本格ミステリ作家クラブ会員。2006年 - 2010年 / 桑沢デザイン研究所非常勤講師。

## 略歴
- 1942年、大阪市大淀区（現・北区）中津で生まれる。
- 1957年、15歳で家出上京、永島慎二に師事するが、3ヶ月で実家に連れ戻される。
- 1958年、貸本漫画雑誌「若草」に「夕映えの丘」で漫画家デビュー。
- 1959年3月、再上京
- 1961年、帰阪し、以後はデザイナーとして会社勤務後、独立。
- 1971年、29歳で再々上京。さいとう・たかを、川崎のぼる、辰巳ヨシヒロ、佐藤まさあき などのアシスタントを経て、青年向け週刊誌「ビッグコミック」別冊で漫画家として再デビュー。「漫画アクション」｢漫画ゴラク」などで劇画短編作品を発表。
- 1978年、illustration company PEN STUDIO 設立。
- 1980年、処女作絵本「サンタのおくさんミセス・クロース」を発刊。以降、絵本作家、イラストレーター、エッセイストとして創作活動を始める。
- 1988年、第23回造本装幀コンクールで、日本書籍出版協会理事長賞受賞。
- 2014年8月4日、心不全で死去。

## 作品リスト

### 漫画
- ミラーマン（小学一年生 1972年1月号、1月増刊号）
- スカイヤーズ5（原作：川崎のぼる、小学三年生 1971年12月号 - 1972年3月号）
- 巨人の星（原作：梶原一騎・川崎のぼる、テレビマガジン 1971年12月号 - 1972年3月号）
- にわかあめ（漫画アクション 1977年10月27日号）

### イラスト・絵本
- 「東京遊歩、東京乱歩 /文士の居た町を歩く」（イラスト紀行/河出書房新社）
- 「イーハトヴ、イーハトーボ 賢治の居た場所」（イラスト紀行/河出書房新社/ひらいたかことの共著）
- 「書斎曼荼羅/本と闘う人々」1・2巻（イラストルポ/東京創元社）
- 「東京（23区）でてくちぶ」（イラスト紀行/東京創元社）
- 「まよなかのじてんしゃ」（絵本/PHP研究所）
- 「サンタのおくさんミセス・クロース」（シリーズ2巻・絵本/佼成出版社）
- 「サンタ・ハウスのサンタたち」（絵本/佼成出版社）
- 「それぞれのメリークリスマス!」（絵本/PHP研究所）
- 「ひげをのばしたおうさまのはなし」（絵本/PHP研究所）
- 「こねこのラッキー物語」（絵本/みなみらんぼうとの共著/PHP研究所）
- 「じゃんぐる・じゃんはいたずらっこ」（絵本/ひさかたチャイルド）
- 「いじわるとのさま」（絵本/メイト企画）
- 「サーカスのけちんぼ団長」（童話・作と絵/旺文社）
- 「のらねこノーラと5ひきのこねこ」（絵本/PHP研究所）
- 「縄文大使カックウとショウタの大冒険」（童話・川嶋康男作/くもん出版）
- 「有栖川有栖の密室大図鑑」（一般書・現代書林/文庫は新潮社/共著）
- 「グリムありますか」（イラスト紀行1・東京創元社/ひらいたかことの共著）
- 「アンデルセンください」（イラスト紀行2・同/共著）
- 「マザーグースころんだ」（イラスト紀行3・同/ひらいたかことの共著）
- 「すっごくイタリア」（新イラスト紀行1・同/ひらいたかことの共著）
- 「ヴァンパイアラプソディ」（新イラスト紀行2・同/ひらいたかことの共著）

その他、「銀座百点」や「ジパング倶楽部」など、雑誌での連載なども多い